# Шилтберг
Шилтберг (њем. Schiltberg) општина је у њемачкој савезној држави Баварска. Једно је од 24 општинска средишта округа Ајхах-Фридберг. Према процјени из 2010. у општини је живјело 1.829 становника. Посједује регионалну шифру (AGS) 9771162.

## Географски и демографски подаци
Шилтберг се налази у савезној држави Баварска у округу Ајхах-Фридберг. Општина се налази на надморској висини од 455 метара. Површина општине износи 29,8 km². У самом мјесту је, према процјени из 2010. године, живјело 1.829 становника. Просјечна густина становништва износи 61 становника/km².

## Међународна сарадња
| Мјесто    | Држава   | Врста сарадње | Од    |
| --------- | -------- | ------------- | ----- |
| Швертберг | Аустрија | партнерство   | 1987. |
| Извор     |          |               |       |